# Brian Greene (cestista)
Brian Christopher Greene (Thornton, 30 agosto 1981) è un ex cestista statunitense.

## Palmarès
- Campionato belga: 1

Spirou Charleroi: 2010-11